# Segunda División de Maldivas
La Segunda División de Maldivas es el segundo torneo de fútbol a nivel de clubes más importante de Maldivas solo por debajo de la Dhivehi League.

## Historia
El torneo fue creado en el año 2008 y cuenta con la participación de 10 equipos, uno proveniente de la Dhivehi League, dos de la Tercera División de Maldivas y los 7 restantes de la temporada anterior.
Para la temporada 2015, la Asociación de Fútbol de las Maldivas decidió qun nuevo formato de competencia para el torneo.

## Formato
Los 10 clubes juegan dos rondas, la primera consiste en enfrentamientos todos contra todos a dos vueltas, los 5 mejores avanzan a la siguiente ronda, se enfrentan todos contra todos a visita recíproca y el campeón asciende a la Dhivehi League, aunque el subcampeón tiene el derecho de jugar un playoff contra el penúltimo lugar de la máxima categoría. Los dos peores equipos de la temporada descienden a la Tercera División de Maldivas.

## Ediciones Anteriores
- 2008: Red Line Club[2]
- 2009: ?
- 2010: Club Eagles
- 2011: Hurriyya Sports Club[3]
- 2012: BG Sports Club[4]
- 2013: Mecano SC
- 2014: TC Sports Club
- 2015: no hubo